# Bãi biển Non Nước
Bãi biển Non Nước là một bãi biển đẹp thuộc dải bờ biển Đà Nẵng, ở phường Hòa Hải, quận Ngũ Hành Sơn.

## Miêu tả
Bãi biển Non nước dài 5 km có khu du lịch với đồi thông thoáng mát dưới Ngũ Hành Sơn. Cát trắng mịn, phía Nam giáp vùng biển Điện Ngọc, phía Bắc giáp vùng biển Bác Mỹ An.
Bãi có độ dốc thoai thoải, sóng êm. Nước biển không bị ô nhiễm, trong sạch, cuốn hút khách du lịch trong và ngoài nước.

## Sinh thái
Bãi biển Non Nước có loài rong biển quý hiếm như rong câu chỉ vàng, rong câu chân vịt có giá trị xuất khẩu cao.